# Benjamin and Hilarita Lyford House

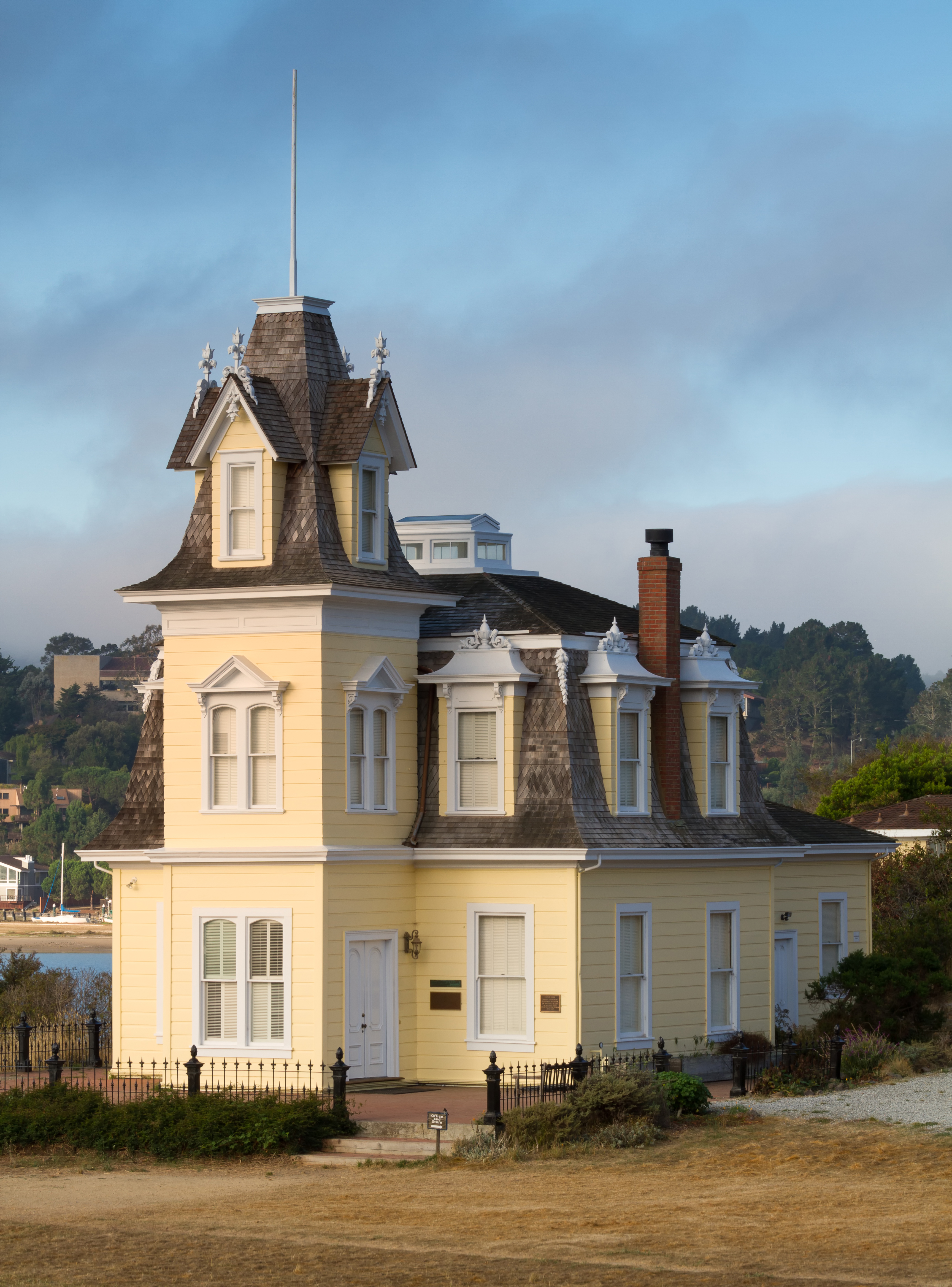
Lyford House

Het Benjamin and Hilarita Lyford House, kortweg Lyford House, is een victoriaanse woning in Tiburon, in de Amerikaanse staat Californië.
Het huis werd in 1876 in Strawberry Point langs de oever van Richardson Bay gebouwd in opdracht van Benjamin Lyford (1841-1906), een legerarts uit New England. Lyford trouwde met Hilarita Reed (1839-1908), de dochter van grootgrondbezitter John Reed (1805-1843). In december 1957 werd het gebouw met een sleepschip van Strawberry Point naar haar huidige locatie verplaatst omdat het anders gesloopt zou worden. Het historische huis is nu in het bezit van de National Audubon Society en staat sinds 2000 op het National Register of Historic Places. Het werd in 2003-2004 gerenoveerd. Het domein kan gehuurd worden als vergader- of feestruimte.